# Trevor Ferguson

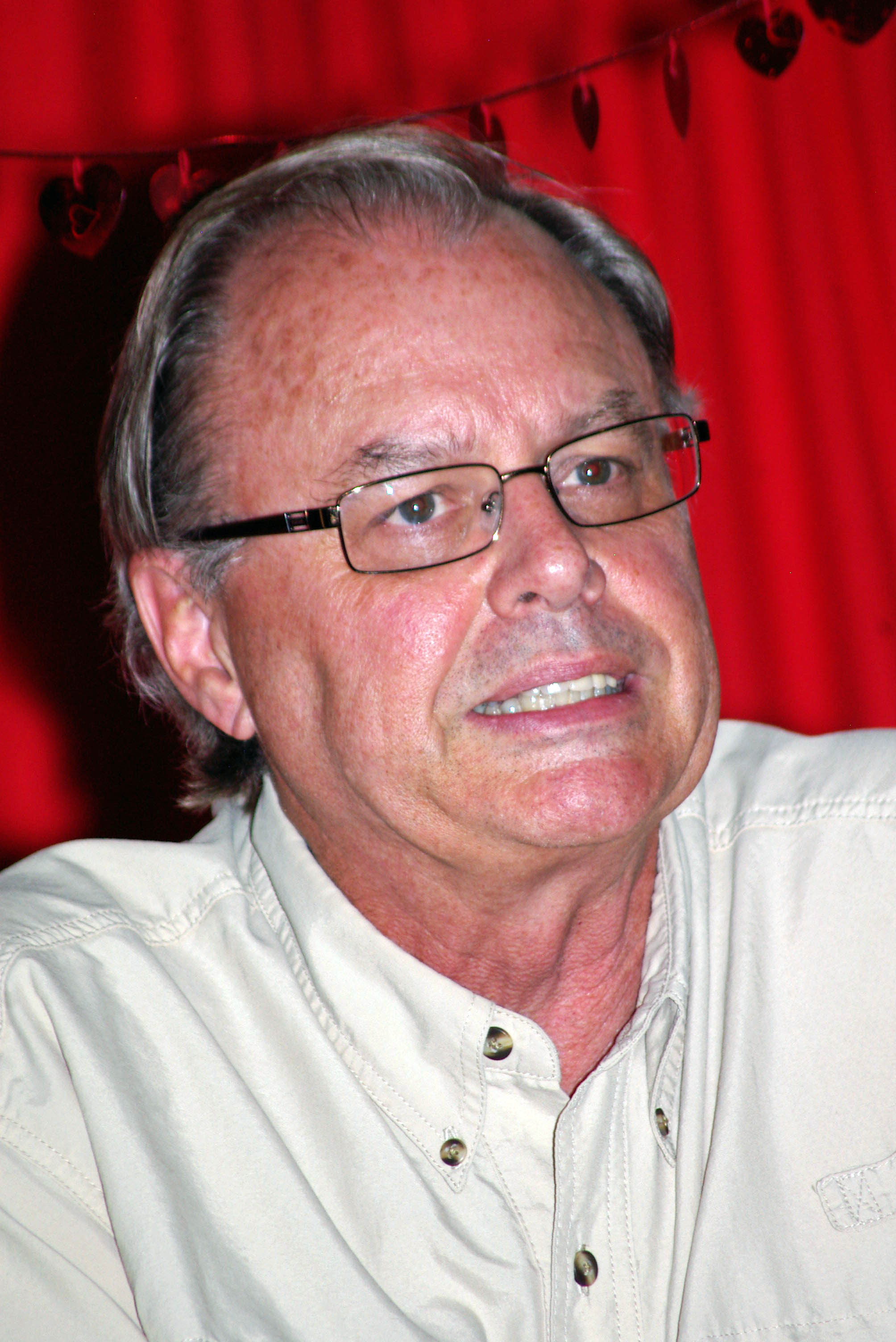
Trevor Ferguson

Trevor Ferguson (* 11. November 1947 in Seaforth, Huron County, Ontario, Kanada) ist ein kanadischer Schriftsteller und Dramatiker, der in Hudson, Québec, lebt. Ferguson ist der Autor von neun Romanen und vier Theaterstücken. Er wurde sowohl von Books in Canada als auch vom Toronto Star als der beste Romanschriftsteller Kanadas bezeichnet. Für seine Kriminalromane benutzt Ferguson das Pseudonym John Farrow.

## Leben
In Seaforth, Huron County, Ontario, 1947 geboren, wuchs er ab seinem dritten Lebensjahr in Montreal auf. Mit ungefähr 15 Jahren zog es ihn in den Nordwesten Kanadas, wo er als Arbeiter am Eisenbahnbau beteiligt war und darüber hinaus mit dem Schreiben anfing, während er des Nachts in den Lagerhallen arbeitete.
In seinen frühen Zwanzigern reiste und arbeitete er quer durch Europa und die Vereinigten Staaten, bevor er wieder nach Montreal zurückkehrte, um dort sich wieder der Schriftstellerei zuzuwenden. So fuhr er nachts Taxi und schrieb tagsüber an einem Roman, bis sein erstes Werk, High Water Chants, 1977 veröffentlicht wurde, das der Schriftsteller Dennis Lee als eines der besten englischsprachigen Werke bezeichnete. Fergusons zweiter Roman, Onyx John (1985) zog die höchste Aufmerksamkeit der kanadischen Kritiker auf sich. Leon Rooke nannte Onyx John gar einen der fünf besten Romane des 20. Jahrhunderts. Erst 16 Jahre später wurde das Werk in französischer Übersetzung ein Bestseller in Frankreich, wo Ferguson sehr geschätzt und oft zitiert wird.
Außergewöhnliches Lob erhielt auch sein dritter Roman, The Kinkajou. The Timekeeper gewann den Hugh MacLennan Prize for fiction und soll als Film adaptiert werden. Sein neunter Roman, The Earth in its devotion, steht kurz vor der Veröffentlichung.
City of Ice schrieb Ferguson unter seinem Pseudonym John Farrow. Dieser Roman verkaufte sich in 17 Ländern und auch die Filmrechte wurden veräußert. The Vancouver Sun nannte das Buch den besten Genre-Roman. Der zweite Band dieser Serie, Ice Lake, verleitete die New York library journal Booklist zu der Behauptung, dass diese Serie eine der besten literarischen Kriminalroman-Reihen sei. Die ersten beiden Romane der Reihe um den Sergeant-Detective Emile Cinq-Mars aus Montreal sind bis dato die einzigen Werke Fergusons, die ins Deutsche übersetzt wurden.
2002 wurde Trevor Fergusons erstes Theaterstück, Long, Long, Short, Long, vom infinitheatre unter der Regie von Guy Sprung in Montreal produziert. Das Stück wurde das erste englischsprachige Theaterstück, das jemals von der l'académie québécoise du theatre für den Masque award für den besten Text nominiert wurde. In einer französischsprachigen Fassung kam es im Herbst 2005 auf die Bühne zurück, am Place des Arts in Montreal, wo 20.000 Personen das Stück besuchten. Sein zweites Theaterstück, Beach House, Burnt Sienna, wurde auserwählt, anlässlich des 20-jährigen Bühnenjubiläums des Village Theatre West in Hudson 2002 aufgeführt zu werden. Auch dieses Stück wurde in Koproduktion mit dem infinitheatre unter der Regie von Guy Sprung aufgeführt, ebenso wie sein drittes Drama, Barnacle Wood, 2004. Sein viertes Theaterstück, Zarathustra Said Some Things, No? wurde von der Bridge Theatre Company im Studio 54 in New York im April 2006 uraufgeführt.
Darüber hinaus ist Trevor Ferguson der ehemalige Vorsitzende der kanadischen Schriftstellervereinigung. Er war Writer-in-Residence an der University of Alberta, ein Invité d'honneur auf dem Salon des Livres in Montreal und einer der Autoren Quebecs, die als spezieller Gast bei der Pariser Buchmesse 1999 eingeladen waren. Außerdem war Ferguson einer der wenigen kanadischen Schriftsteller, die zum Festival of the Americas 2002 eingeladen waren. Im selben Jahr arbeitete er für die Fakultät des May Writers’ Studio im Banff Centre for the Arts. Zeitweise unterrichtet er kreatives Schreiben an der Concordia University. Des Weiteren fungiert er als künstlerischer Direktor des Celtic Chorale, eines Ensembles von keltischen Musikern und klassischem Chor.
Ferguson hat seinen Wohnsitz in Montreal, wo er zusammen mit seiner Frau Lynne lebt.

## Werk
Romane
- High Water Chants (1977)
- Onyx John (1985)
- The Kinkajou (1989)
- The True Life Adventures of Sparrow Drinkwater (1993)
  - Leben und Abenteuer des Sparrow Drinkwater, in Anders schreibendes Amerika. Literatur aus Québec. Hgg. Lothar Baier, Pierre Filion. Das Wunderhorn, Heidelberg 2000, S. 49–55
- The Timekeeper (1995)
- The Fire Line (1995)
- The River Burns (2014)

Romane unter dem Pseudonym John Farrow
- City of Ice (1999)
  - Übers. Friederike Levin: Eishauch. Knaur, München 2009, ISBN 978-3-426-63514-8
- Ice Lake (2001)
  - Übers. Friederike Levin: Treibeis. Knaur, München 2010, ISBN 978-3-426-63513-1
- River City (2011)
- The Storm Murders (2015)

Theaterstücke
- Long Long Short Long (2002)
- Beach House, Burnt Sienna (2002)
- Barnacle Wood (2004)
- Zarathustra Said Some Things, No? (2006, New York; 2009, Montreal)

## Auszeichnungen
- 1996: Prix Hugh-MacLennan